# مجوز متقابل
مجوز متقابل (انگلیسی: Cross-licensing) به قرارداد یا تفاهمنامه میان دو یا چند شرکت یا سازمان اطلاق می‌گردد، که هر یک از طرفین، مجوز بهره‌برداری یا حقوق مالکیت معنوی خود را به طرفین دیگر قرارداد اعطا می‌کند، به این ترتیب هر یک مجوز استفاده از موضوع مورد قرارداد را دارا می‌باشند.